# Захсенбрун
Захсенбрун (њем. Sachsenbrunn) општина је у њемачкој савезној држави Тирингија. Једно је од 43 општинска средишта округа Хилдбургхаузен. Према процјени из 2010. у општини је живјело 2.195 становника. Посједује регионалну шифру (AGS) 16069039.

## Географски и демографски подаци
Захсенбрун се налази у савезној држави Тирингија у округу Хилдбургхаузен. Општина се налази на надморској висини од 480 метара. Површина општине износи 33,8 km². У самом мјесту је, према процјени из 2010. године, живјело 2.195 становника. Просјечна густина становништва износи 65 становника/km².